# BOEi
BOEi is een maatschappelijke onderneming gericht op herbestemming van industrieel, agrarisch en religieus erfgoed. De organisatie, voluit de Nationale Maatschappij tot Restaureren & Herbestemmen van Cultureel Erfgoed, richt zich op het ontsluiten van Nederlands erfgoed voor burgers en het ontsluiten en doorgeven van haar verhalen aan navolgende generaties in Nederland. Restauratie en herbestemming gebeurt met veel oog voor authenticiteit, duurzaamheid, kwaliteit en innovatie.
De non-profitorganisatie geeft leegstaand erfgoed een blijvende plek en functie in de maatschappij, of dat nu om een oud fabrieksgebouw, een kazerne, een kerk of een boerderij gaat. Het behoud van het cultuurhistorische karakter is daarbij een eerste uitgangspunt. De verhalen die de gebouwen met zich meedragen zijn daarbij minstens zo belangrijk. In 2019 had de non-profitonderneming ca. 80 gebouwen in eigendom en ca. 20 in ontwikkeling. Jaarlijks voert BOEi daarnaast ca. 80 haalbaarheidsonderzoeken uit voor externe partijen.

## Geschiedenis van BOEi
De oprichting van BOEi is direct verbonden met de ontwikkeling op het gebied van industrieel erfgoed (zie ook daar) en vloeide voort uit de adviezen van de adviescommissie van het Projectbureau Industrieel Erfgoed (PIE) van de toenmalige Rijksdienst voor de Monumentenzorg. De adviescommissie bestond uit vertegenwoordigers van diverse maatschappelijke en private partijen. In tegenstelling tot de toen ook bij PIE nog heersende gedachte dat behoud alleen legitiem was in originele functie - m.a.w. dat een fabriek alleen mocht worden herbestemd als fabriek in het kader van monumentenzorg - kwam de adviescommissie tot de slotsom dat monumentalisering alleen niet zou leiden tot het duurzaam behoud van erfgoed. Daarvoor was herbestemming noodzakelijk. Als vervolg op dit advies werd op initiatief van Amstelland (nu AM), Bouwfonds MAB ontwikkeling, NS Vastgoed, Bank Nederlandse Gemeenten en Triodos Bank in 1995 de non-profitorganisatie BOEi opgericht. In de eerste jaren slaagde BOEi niet in het realiseren van herbestemmingen zoals beoogd in het advies, ondanks de brede institutionele steun van het Ministerie OCenW, de provincie Noord-Holland en onafhankelijk organisaties zoals de Stichting Herbestemmen Industrieel Erfgoed (StiHiE). Pas na een aantal jaren slaagt de onderneming er in een werkende formule te ontwikkelen.

## Projecten
Bekende projecten van BOEi zijn.
- DRU ijzergeterij Ulft
- De Zwarte Silo Deventer
- De Blokhuispoort Leeuwarden
- Centrale Markthal Amsterdam
- Landgoed Singraven
- ENCI Maastricht

## Huidige aandeelhouders
De Huidige aandeelhouders van BOEi zijn AM Wonen, Bank Nederlandse Gemeenten, BPD Europe BV, NEXT Real Estate (VORM), Oranje Fonds, Stichting Vrienden van BOEi, TBI, Vesteda en Volker Wessels.
Niet onbelangrijk is dat veel projecten mede mogelijk worden gemaakt door de BankGiro Loterij (nu Vriendenloterij).